# 在日パキスタン人
在日パキスタン人（ざいにちパキスタンじん、ウルドゥー語: جاپان میں پاکستانی تارکین وطن）は、日本に一定期間在住するパキスタン国籍の人々である。日本に帰化や亡命した人、およびその子孫のことをパキスタン系日本人と言う。

## 統計
日本の法務省の在留外国人統計によると、2023年12月末時点で在日パキスタン人は25,334人である。
在留資格別（6位まで）
| 順位 | 在留資格                 | 人数  |
| ---- | ------------------------ | ----- |
| 1    | 家族滞在                 | 5,882 |
| 2    | 永住者                   | 5,276 |
| 3    | 技術・人文知識・国際業務 | 4,101 |
| 4    | 経営・管理               | 2,039 |
| 5    | 定住者                   | 1,700 |
| 6    | 永住者の配偶者等         | 1,180 |

都道府県別（8位まで）
| 順位 | 都道府県 | 人数  |
| ---- | -------- | ----- |
| 1    | 埼玉     | 3,343 |
| 2    | 茨城     | 2,451 |
| 3    | 愛知     | 2,331 |
| 4    | 千葉     | 1,909 |
| 5    | 栃木     | 1,564 |
| 6    | 神奈川   | 1,497 |
| 7    | 東京     | 1,440 |
| 8    | 群馬     | 1,286 |

## 概要
イスラム圏出身の在日外国人の中ではインドネシアに次いで2番目の規模である。
1980年代末に、パキスタン人は急増し始めた。当初パキスタンと日本は査証相互免除国であったが、不法滞在の発生や来日者が多くなったため、1989年には停止している。近年は2世や永住者、日本国籍取得者も増えている。

## 中古車輸出
在日パキスタン人の多くは中古車輸出業務にかかわっており、特に富山県射水市や高岡市、富山市にまたがる伏木富山港が中心地である。富山県では日本人との間に軋轢も生み、2001年にはコーラン破棄事件が起きている。射水市はパキスタン人コミュニティの多さからイミズスタンと呼ばれることもある。
また埼玉県八潮市は、近隣に自動車オークション会場があることから、中古車産業や自動車輸出が盛んで、在日パキスタン人のコミュニティが形成され、パキスタン料理レストランや食材店が集まり、ヤシオスタンと呼ばれることもある。ただ2017年（平成29年）度の統計では、八潮市在住のパキスタン国籍者は134人と、在日ベトナム人や在日中国人と比べると少ない。
海外向けのウェブサイトに架空の日本車販売広告を掲載し、アフリカの消費者らから、およそ1,100万円をだまし取っていたとみられる、パキスタン人の男ら3人が逮捕された。
詐欺の疑いで逮捕された、パキスタン人のミアン・マクブール・フセイン容疑者ら3人は、2014年8月、海外向けのウェブサイトに架空の日本車販売広告を掲載し、35歳のケニア人女性から、現金およそ120万円をだまし取った疑いが持たれている。
訴えを受けたケニアの捜査機関からの情報提供で逮捕に至り、余罪は、1,100万円にのぼるとみられる。

## 著名な人物
- フセイン・シャー - 元プロボクサー
- タイムール・フセイン（英語版） - プロゴルファー
- サイード横田仁奈 - 新体操ロンドン五輪代表選手
- サイード横田絵玲奈 - AKB48研究生
- 谷まりあ - モデル
- フマユン・A・ムガール - ジャーナリスト
- マサイ - YouTuberグループ「フィッシャーズ」のメンバー
- ミアン・マクブール・フセイン - 野球パキスタン代表元監督。